# Muchomor wiosenny

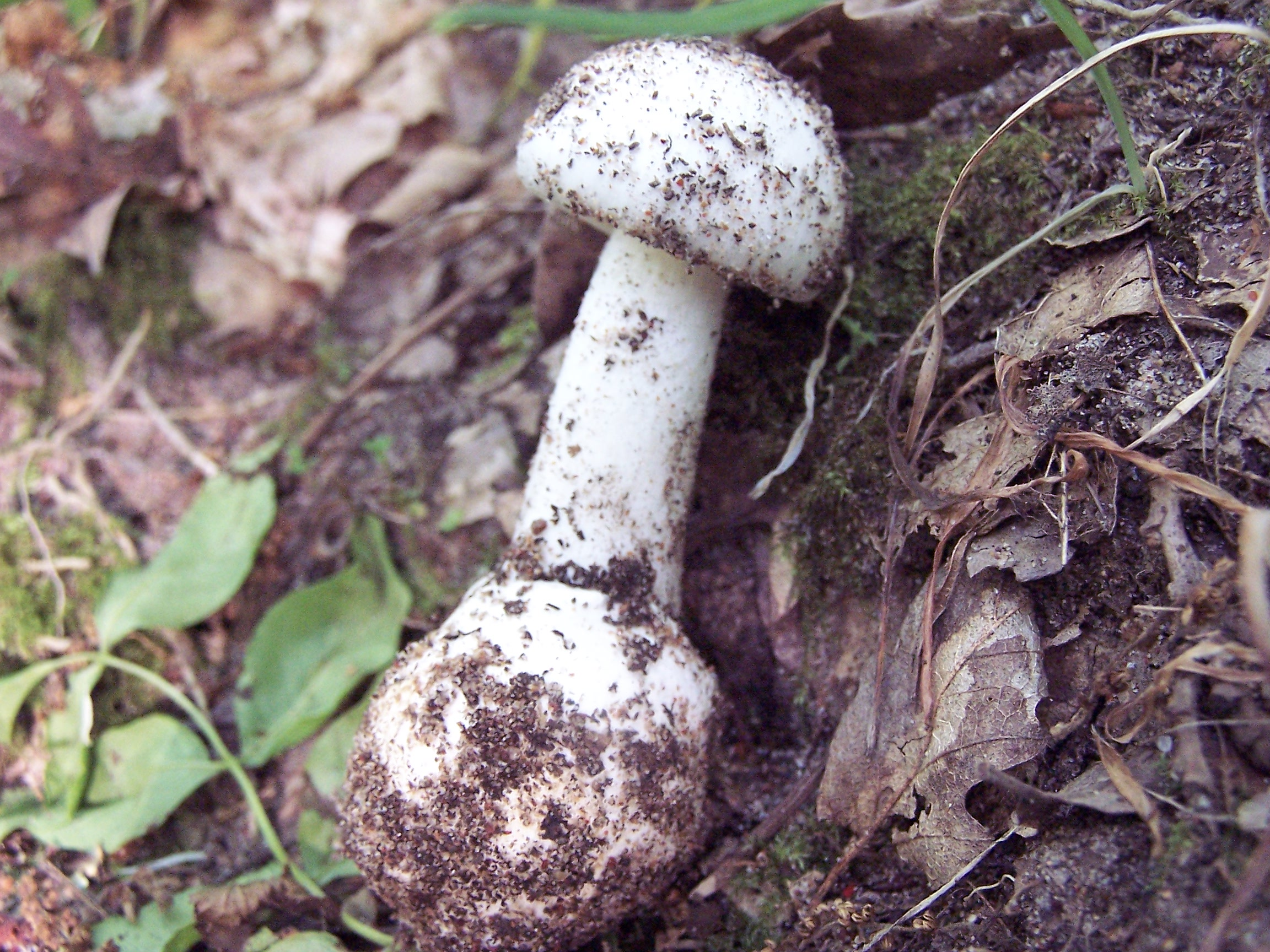
Niedojrzały owocnik Amanita verna

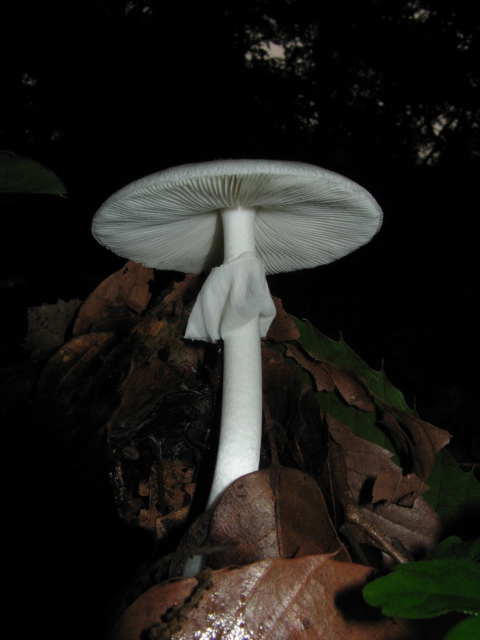
Hymenofor Amanita verna

Muchomor wiosenny (Amanita verna (Bull.) Lam.) – gatunek grzybów należący do rodziny muchomorowatych (Amanitaceae).

## Systematyka i nazewnictwo
Pozycja w klasyfikacji według Index Fungorum: Amanita, Amanitaceae, Agaricales, Agaricomycetidae, Agaricomycetes, Agaricomycotina, Basidiomycota, Fungi.
Po raz pierwszy takson ten zdiagnozował w 1780 r. Bulliard nadając mu nazwę Agaricus bulbosus f. vernus. W 1783 r. podniósł go do rangi gatunku jako Agaricus vernus. W tym samym roku Lamarck przeniósł go do rodzaju Amanita, nadając mu obecną, uznaną przez Index Fungorum nazwę.
Synonimy naukowe:

- Agaricus bulbosus f. vernus Bull. 1780
- Agaricus vernus Bull. 1783
- Agaricus virosus var. vernus (Bull.) Fr. 1838
- Amanita phalloides var. verna (Bull.) Lanzi 1916
- Amanita verna f. ellipticospora E.-J. Gilbert 1941
- Amanita verna (Bull.) Lam. 1783 f. verna
- Amanita verna var. grisea Massee 1922
- Amanita verna (Bull.) Lam. 1783 var. verna
- Amanita virosa Secr. 1833
- Amanitina verna (Bull.) E.-J. Gilbert 1941
- Venenarius vernus (Bull.) Murrill 1948

W niektórych publikacjach klasyfikowany jest jako jego odmiana wiosenna: Amanita phalloides var. verna, jednak według Index Fungorum obecnie w obrębie taksonu Amanita phalloides nie wyróżnia się żadnego podgatunku ani odmiany.

## Morfologia
Kapelusz
Średnicy ok. 5–10 cm. Barwy białej lub kremowej, o powierzchni gładkiej lub lekko włókienkowatej, na której sporadycznie można spotkać pozostałości osłony. Pokrój kapelusza jest początkowo owalny lub półkolisty, u dojrzałych owocników wypukły lub płaski. Krawędź kapelusza jest gładka i zaostrzona.
Hymenofor
Blaszkowaty, barwy białej. Blaszki szeroko rozstawione, nieprzylegające do trzonu, o ostrzach gładkich lub kłaczkowatych.
Trzon
Długości ok. 7–10 (do 12) cm, średnicy ok. 1–1,5 cm. Barwy białawej do zielonawej, często z zygzakowatym wzorem i kłaczkowatą powierzchnią. Kształt trzonu jest prawie cylindryczny, nieco zwężający się ku górze. Na trzonie znajduje się biały pierścień, zwieszony, bruzdowany i często rozerwany, powyżej którego trzon jest gładki. Podstawa trzonu jest bulwiasta, u jej podstawy znajdują się szczątki osłony (tzw. pochwa), u starszych owocników żółtawe.
Miąższ
Barwy białej. Zapach miąższu jest słodkawy, a smak orzechowy. Nie przebarwia się poddany działaniu roztworu wodorotlenku potasu (u odmiany Amanita verna var. decipiens, występującej w południowej Europie, przebarwia się pomarańczowożółto).
Wysyp zarodników
Biały, amyloidalny. Zarodniki okrągławego kształtu, o rozmiarach 8–10×7–9 μm, barwy białej.

## Występowanie i siedlisko
Występuje na półkuli północnej, jego stanowiska opisano w Ameryce Północnej, Europie i Japonii. W Polsce gatunek ten nie występuje. Opisywano go w niektórych atlasach grzybów jako muchomor wiosenny, w rzeczywistości błędnie brano za odrębny gatunek okazy muchomora jadowitego (Amanita virosa), lub biało ubarwione okazy muchomora zielonawego (sromotnikowego) (Amanita phalloides).
Rozwija się w lasach liściastych i parkach, szczególnie pod dębami. W środkowej Europie owocuje od czerwca do sierpnia, w południowej od maja.

## Znaczenie
Grzyb mikoryzowy. Grzyb trujący dla człowieka. Zawiera, podobnie jak muchomor sromotnikowy (Amanita phalloides), amanitotoksyny i fallotoksyny uszkadzające wątrobę. Notowane były śmiertelne zatrucia tym gatunkiem.

## Gatunki podobne
- pieczarki (Agaricus sp.)[3][4], których podobne są niedojrzałe owocniki z białym hymenoforem
- muchomor cytrynowy (Amanita citrina)[5]
- Amanita gilbertii[4]
- Amanita ovoidea[4]
- muchomor jadowity (Amanita virosa)[4], o mniej stożkowatym kapeluszu, owocujący wiosną